# 消失点

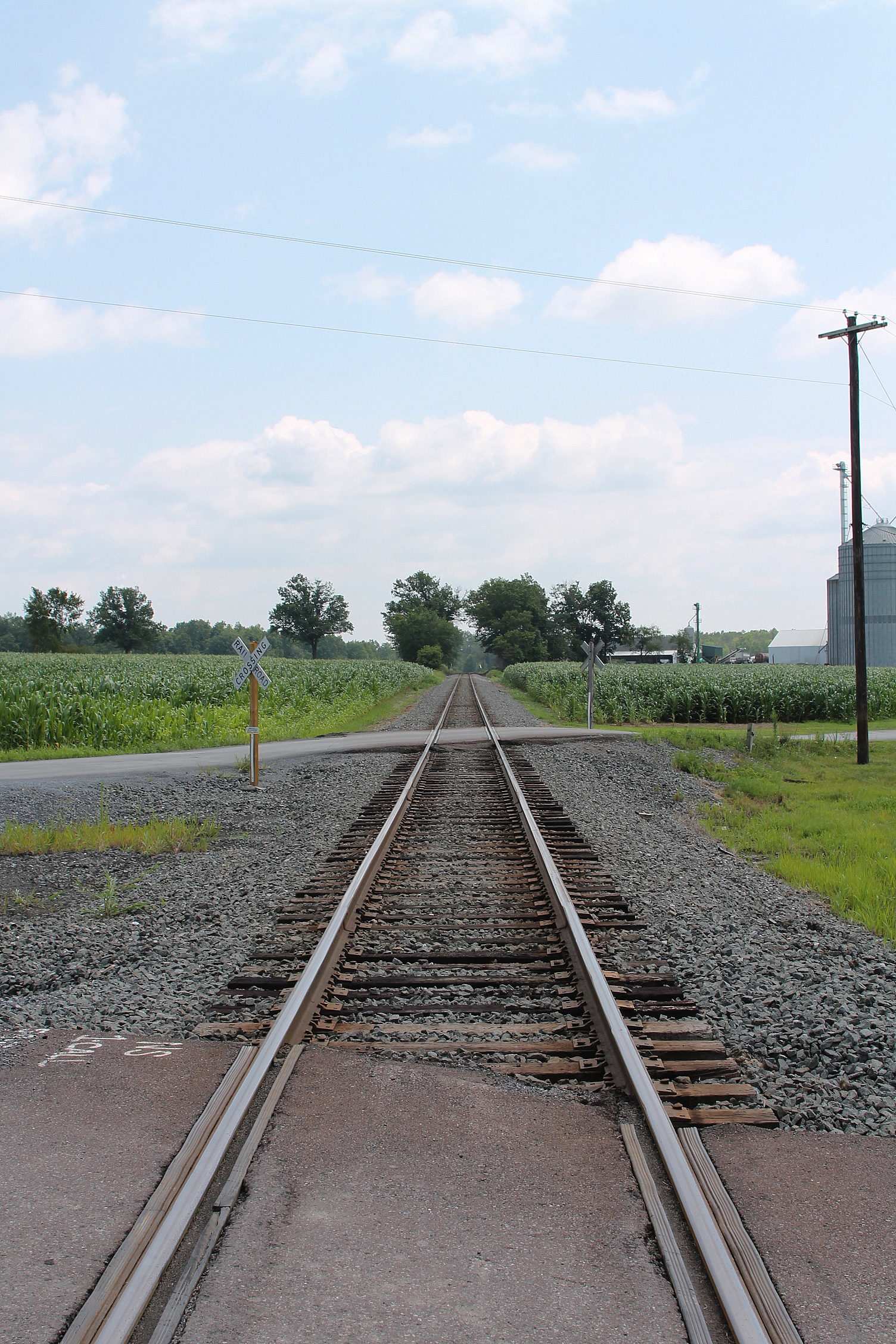
遠處為路軌的消失点

消失點（vanishing point），又稱滅點，指在兩条平行的線條中，兩個線條會消失在遠方的一點。例如站在铁轨上远望兩條平行前进的鐵軌，或者沿着道路中线去看两侧平行前进的树木时，两条平行的铁轨或两排树木连线相交于远方的某一点。
艺术家和工程师在纸上表现立体图时，常用这种透视方法，因为这种方法源于人们的视觉经验：大小相同的物体，离你较近的看起来比离你较远的大。凡是平行的直线都消失于无穷远处的同一个点，消失于视平线上的点的直线都是水平直线。